# Сценарист
Сценари́ст, сценари́стка — автор/авторка сценарію фільмів (у тому числі мультиплікаційних) чи телепередач (сюжетів або програм), кінодраматург. Останнім часом професія сценариста/-ки має дедалі більший попит. Спеціяльність «Сценарист/-ка телесеріялів та кіно» входить до програм навчальних закладів.

## Місце роботи сценаристів
Місцем роботи сценаристів є кіно, телебачення, театр, рекламні агентства, компанії, що займаються проведенням свят і шоу, а також компанії-розробники комп'ютерних ігор.
Більшість сценаристів починають кар'єру з розрахунку на вигоду, тобто пишуть сценарії, не бувши найнятими й безоплатно.
Багато з них також працюють коректорами або скрипт-докторами, намагаючись виправити сценарій до вимог режисерів чи студій; наприклад, у випадку, коли менеджмент студії вважає мотиви персонажів незрозумілими, діалоги невдалими тощо.
Один із найважливіших елементів у реалізації задуму проєкту для студії — залучення професійного сценариста. Проєкти найчастіше продаються студіям, які потім долучають своїх кваліфікованих сценаристів до вдосконалення чи завершення сюжету.

## Спеціалізація телесценаристів
Останнім часом професія сценариста-драматурга стає дедалі більш затребуваними — цьому сприяє зростання попиту на телесеріали, які займають 50-60 % телемовлення і є дуже вигідним бізнесом. Собівартість серіалів набагато нижча за художні фільми, водночас можна нескінченно заповнювати ними ефірний час і залучати під них рекламу. При цьому телеканали ще тільки розпочинають виробництво так званих вертикальних серіалів, і ціни на них будуть лише зростати.
За такого потоку виробництва телесеріалів доречний і ефективний поділ праці сценаристів-драматургів. Є сценаристи, які пишуть синопсис — твір зі зведеним, сумарним викладенням різних поглядів на проблему, тему, питання (хто кого любить, хто кого ненавидить, чому робляться якісь вчинки тощо), — все це описується на декількох сторінках. Щотижня сценарист придумує новий поворот сюжету, щоб глядач був у постійній напрузі й чекав наступної серії. Головним для сценариста тут є знайти якийсь новий хід, по-новому сказати про старе, щоб історія стала сучасною, навіть якщо це історичний серіал, щоб вона змусила людину засумувати, задуматися чи розсміятися. Готова історія переходить до сценаристів-сюжетчиків, як розписують її за сценами. Потім — до сценаристів-діалогістів, які придумують всі розмови героїв.
Найцікавіша робота в головних сценаристів, які придумують суть історії. Робота сценаристів-сюжетчиків і сценаристів-діалогістів більш підпорядкована загальній схемі, але в когось краще виходить одне, у когось — друге. Робота сценаристів на телебаченні — командна. Інколи сценаристу доводиться бути універсальним фахівцем, де він і головний сценарист, і сценарист-сюжетник, і діалогіст. Це практикується в невеликих кінокомпаніях, що знімають не більше 13 серій одного фільму.

### Кінодраматург
Кінодраматург — письменник, який створює літературний сценарій для кінематографа, тобто первинну основу, фундамент для постановки фільму.
Кінодраматургія взагалі є дуже своєрідним літературним процесом, теорією і мистецтвом побудови драматичного твору, а також сюжетно-образною концепцією такого твору в кінематографі.

## Професійні якості
Сценарист перш за все повинен любити й вміти писати, мати розвинену фантазію і багатий словниковий запас, але головне — мати певний талант.
Сценарист-драматург також повинен мати такі якості, як ерудованість, упевненість у собі, інтуїтивне мислення, уважність, почуття стилю, працьовитість, комунікабельність та безконфліктність. У сценариста-драматурга має бути розвинене сценарне мислення, тобто вміння конструювати життєві ситуації, пов'язувати їх між собою, мотивувати вчинки героїв.

## Деякі відомі українські сценаристи
- Биков Леонід Федорович
- Вінграновський Микола Степанович
- Григор'єв Григорій Прокопович
- Гунішев Андрій Вікторович
- Денисенко Володимир Терентійович
- Жолдак Богдан Олексійович
- Зотиков Олексій Львович
- Іванов Анатолій Євгенович
- Каштанов Віктор Сергійович
- Козиренко Леонід Мартинович
- Комаровський Олексій Валентинович
- Кученко Світлана Яківна
- Онищенко Костянтин Германович
- Островський Зіновій Лазарович
- Прокопенко Олег Ісаакович
- Рудих Євгенія Михайлівна
- Соломонов Михайло Арсенович
- Тарасуль Олександр Геннадійович
- Черняк Світлана Шльомівна
- Юнгер Бела Германович

## Американські сценаристи
- Тарантіно

## Європейські сценаристи
- Чезаре Дзаваттіні — Італія